# Microtus middendorffi
Microtus middendorffi es una especie de roedor de la familia Cricetidae.

## Distribución geográfica
Es Endémica de Rusia.  